# Stajkovce (Vlasotince)
Stajkovce (Vlasotince) (em cirílico: Стајковце) é uma vila da Sérvia localizada no município de Vlasotince, pertencente ao distrito de Jablanica, na região de Vlasina. A sua população era de 1510 habitantes segundo o censo de 2011.

## Demografia
| 1948  | 1953  | 1961  | 1971  | 1981  | 1991  | 2002  | 2011  |
| ----- | ----- | ----- | ----- | ----- | ----- | ----- | ----- |
| 1 204 | 1 308 | 1 337 | 1 379 | 1 457 | 1 515 | 1 603 | 1 510 |